# 碘酸锶
碘酸锶是一种无机化合物，化学式为Sr(IO3)2。它可由碳酸锶和碘酸在氟硼酸的存在下于220 °C反应制得。Sr(H4IO6)2·3H2O在256 °C的分解也会生成碘酸锶。